# مردم روس (واریاگ)
روس‌ها (اسلاوی: Русь، سوئدی: Rus, یونانی: Ῥῶς) گروهی از واریاگان یا وارانگیان (بنا به نگره به اصطلاح نورمنیست، ایشان وایکینگ‌هایی بودند عمدتاً از منطقه کنونی سوئد). بنا به تاریخ‌نگاری اولیه روس، نوشته ۱۱۱۳ بعد میلاد روس‌ها از منطقه بالتیک اول به شمال شرق اروپا کوچانده شدند و منطقه‌ای در آنجا شکل دادند که نهایتاً تحت رهبری روریک درآمد. سپس، اولگ فامیل روریک، کیف را فتح کرد و روس کیفی را بنیان نهاد. بازماندگان روریک پس از ۸۶۲ سلسله روس را فرمانروایی می‌کردند.
در متون نوشته شده توسط ابن خردادبه، از روس‌ها به عنوان «اقوام صقالبة» نام برده‌شده است، که این عنوان برای نام بردن از اقوام اسلاو مورد کاربرد است. تفسیر این عنوان به آنتی‌نرمن‌ها نشان می‌دهد که روس‌ها از تیرهٔ اسلاوها بودند نه از اسکاندیناویها. با توجه به تفسیر نرماندی (normandistas)، کلمهٔ صقالبه اغلب برای کسانی استفاده می‌شود که رنگ تیره و سبزه دارند، قوی هستند و به مرکز یا شمال‌شرقی اروپا تعلق دارند؛ بنابراین منظور ابن خردادبه در اینجا مبهم است.

## یادداشت‌

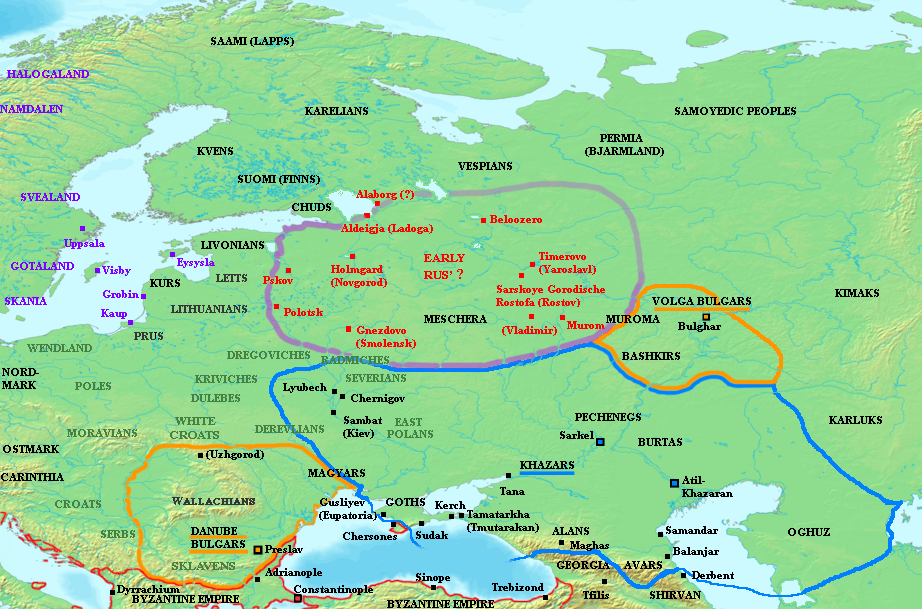
خاقانات روس نام نخستین حکومتی بود که روس‌های واریاگ در شرق اروپا بنا نهادند. بعدها روس کیف در این سرزمین تشکیل شد.

1. ↑  Also commonly spelled Rus without the apostrophe;[۱] اسلاوی شرقی باستان: Роусь; Belarusian, Russian, Rusyn, and Ukrainian: Русь; Greek: Ῥῶς, romanised: Rhos